# 撿回珍珠計劃
撿回珍珠計劃（簡稱：珍珠計劃）开始于2004年，发起人是浙江省平湖市新华爱心高级中学理事长王建煊。该计划致力于补助贫困学生以继续学业。艺人刘若英担任该计划的义务代言人。

## 简介
捡回珍珠计划自2004年实施，开始前3年均在新华爱心高中举办。2007年，首届珍珠班21个学生毕业并通過高考，一半以上获爱心人士继续资助上大学；同年，王建煊與所属团队在中国19个省，选择32所高中，再办了32个珍珠班，此時，珍珠学生的招收超过1600人。
截至2014年底，已開辦706個「珍珠班」，其分布於中國25个省区、直辖市，共計141所學校，「珍珠學生」總計超過3萬5千人。

## 荣誉
- 2011年2月24日，浙江省人民政府將「第三屆浙江慈善獎」頒給了撿回珍珠計劃。[3]
- 2013年4月17日，「捡回珍珠计划」获得中华人民共和国民政部颁发「中华慈善奖」。

## 註腳
1. ↑  世界周刊-專題報導. . 美國愛心第二春文教基金會.   [2011-03-06]. （原始内容存档于2010-01-28） （中文）.
2. ↑  . 扶貧兒童教育基金會.   [2011-03-09]. （原始内容存档于2020-09-22） （中文（中国大陆））.
3. 1 2  . 华夏经纬网. 2011-03-02  [2011-03-03]. （原始内容存档于2019-05-20） （中文（简体））.

## 外部連結
- （简体中文）（繁體中文）（英文）浙江省新華愛心教育基金會 （页面存档备份，存于）
- （繁體中文）財團法人愛心第二春文教基金會 （页面存档备份，存于）
- （繁體中文）王建煊的拾回珍珠愛心教育计划 （页面存档备份，存于） －線上簡報檔
- （繁體中文）YouTube上的王建煊－撿回珍珠計畫